# آلیاس
آلیاس (به معنای لقب و نام مستعار) (به انگلیسی: Alias) نام سریالی آمریکایی است. این سریال در ۳۰ سپتامبر ۲۰۰۱ با نویسندگی جس الکساندر آغاز شد و دو سال بعد جاش اپلبوم به همراه جسی الکساندر کار نگارش را ادامه دادند. جنیفر گارنر نقش سیدنی را بازی می‌کند. گارنر در سال ۲۰۰۲ بخاطر بازی در سریال آلیاس موفق به دریافت جایزه بهترین بازیگر زن شد. همچنین چهار سال متوالی ۲۰۰۲ تا ۲۰۰۶ کاندید دریافت جایزه بهترین بازیگر شد.

## داستان
سیدنی بریستو یکی از مأموران مخفی حرفه‌ای سازمان سی‌آی‌ای است که وظیفه نفوذ به شبکه‌های مخوف جاسوسی را به عهده دارد. او در قسمت‌های مختلف سریال با حوادث و ماجراهایی در حین تحقیقات روبه‌رو می‌شود.

## فصل‌ها و قسمت‌ها
| فصل   | تعداد اپیزود | شروع ساخت       | پایان ساخت |
| ----- | ------------ | --------------- | ---------- |
| فصل ۱ | ۲۲           | ۳۰ سپتامبر ۲۰۰۱ | ۱۲ مه ۲۰۰۲ |
| فصل ۲ | ۲۲           | ۲۹ سپتامبر ۲۰۰۲ | ۴ مه ۲۰۰۳  |
| فصل ۳ | ۲۲           | ۲۸ سپتامبر ۲۰۰۳ | ۲۳ مه ۲۰۰۴ |
| فصل ۴ | ۲۲           | ۵ ژانویهٔ ۲۰۰۵   | ۲۵ مه ۲۰۰۵ |
| فصل ۵ | ۱۷           | ۲۹ سپتامبر ۲۰۰۵ | ۲۲ مه ۲۰۰۶ |
| مجموع | ۱۰۵          | ۳۰ سپتامبر ۲۰۰۱ | ۲۲ مه ۲۰۰۶ |